# Humedal Tibabuyes
El humedal Juan Amarillo también denominado Humedal Tibabuyes es uno de los diecisiete (17) humedales de la ciudad de Bogotá, reconocidos como Reserva Distrital de Humedal (RDH) antes la figura legal era Parque Ecológico Distrital de Humedal (PEDH).  Paso de tener un área de 222,76 hectáreas (Decreto 190 de 2004) a  225,24 ha, siendo el más grande de la ciudad de Bogotá. Es uno de los cuatro humedales reconocidos como RDH que se encuentran en la subcuenca del Río Salitre.
Se encuentra ubicado en la localidades de Suba y Engativá.  Específicamente entre la Autopista Medellín y la Transversal de Suba. Es además cruzado por la Avenida Ciudad de Cali. Sitio sagrado para el pueblo Muisca. El humedal que existe hoy en día es el remanente de una gran laguna que se extendía en la zona y estaba rodeada en primer lugar por las familias de la comunidad Muisca y más adelante en fincas dedicadas a la ganadería. 
El ecosistema limita al occidente con el río Bogotá y los barrios Lisboa, La Toscana y La Gaitana, al oriente con la Transversal 91 y los barrios Ciudad Hunza, Almirante Colón y Bachué, al sur con El Cortijo, Bolivia, Bachué y Ciudadela Colsubsidio y por el norte con los barrios Miramar, Cañiza, Carolina, San Cayetano, Rubí, Nueva Tibabuyes, Atenas y El Rincón.

## Flora
La flora del humedal consta de una serie de especies nativas y exóticas.  
- Plantas flotantes

Helecho de agua (Azolla filiculoides), buchón de agua (Eichornia crassipes), sombrillita de agua (Hydrocotyle ranunculoides), elodea (Egeria densa), y lenteja de agua (Lemna sp.).
De las anteriores, el buchón de agua y la elodea son plantas exóticas. Estas plantas deben ser retiradas con frecuencia porque cubren el espejo de agua.
- Plantas acuáticas

Enea (Typha latifolia), totora (Schoenoplectus californicus), y papiro (Cyperus papyrus). que es una especie exótica.
- Plantas acuáticas de orilla

Barbasco (Polygonum hydropiperoides), cartucho (Zantedeschia maethiopica), malvavisco (Malvaviscus arboreus), y abutilón (Abutilon striatum).
- Arbustos

Higuerillo (Ricinus communis), venturosa (Lantana camara), y holly (Pyracantha coccinea).
El holly es una especie exótica, sus frutos son alimento para la mirla, ave que come los polluelos de las especies menores, y así hay quienes aseguran se forma un desequilibrio en el ecosistema.
- Árboles

Trompeto (Bocconia frutescens), sietecueros (Tibouchina urvelliana), duraznillo (Abatia parviflora), cajeto (Citharexylum subflavescens), guayacán (Lafoensia acuminata), sauce (Salix humboldtiana), sangregao (Croton funckianus), cucharo (Myrsine coriacea), cerezo (Prunus serotina), cedro (Cedrela bogotensis), roble (Quercus humboldtii')', pino romerón (Podocarpus oleifolius), y eucalipto (Eucalyptus globulus).
Los eucaliptos son árboles que toman demasiada agua del suelo. Aproximadamente 200 litros de agua por día.
Es el único humedal de la ciudad que registra Musgo de pantano (Fontinalis bogotensis).

## Fauna
Hospeda gran variedad de aves como el gavilán maromero, el águila pescadora, el gavilán caminero, el gavilán coliblanco, el búho listado, el búho bogotano, el cucarachero de pantano y la garza blanca. Además, incluye patos de pico azul, patos barraquete, zambullidores, garzas azules y africanas, tinguas pico verde, tinguas pico rojo, tinguas bogotanas, tinguas pico amarillo, alcaravanes, chisgas, monjitas y sirirís. Desde 2019 ha sido observada y fotografiado el corocoro colorado. Abundan los cuyes. Aunque reducidos en número, sobreviven anfibios como la rana sabanera y la rana crema, así como las culebras sabanera y huertera. Se encuentran peces introducidos como carpas y especies ornamentales como bailarinas que han causado daño a la fauna autóctona.
| Nombre                 | Especie                   | Imagen |
| ---------------------- | ------------------------- | ------ |
| Gavilán maromero       | Elanus leucurus           |        |
| Águila pescadora       | Pandion haliaetus         |        |
| Gavilán caminero       | Rupornis magnirostris     |        |
| Gavilán coliblanco     | Geranoaetus albicaudatus  |        |
| Búho listado           | Asio clamator             |        |
| Búho bogotano          | Asio flammeus             |        |
| Cucarachero de pantano | Cistothorus apolinari     |        |
| Garza blanca           | Ardea alba                |        |
| Patos de pico azul     | Oxyura jamaicensis        |        |
| Patos barraquete       | Spatula discors           |        |
| Zambullidores          | Podilymbus podiceps       |        |
| Garzas azules          | Egretta caerulea          |        |
| Tingua pico verde      | Gallinula melanops        |        |
| Tingua pico rojo       | Gallinula galeata         |        |
| Tingua bogotana        | Rallus semiplumbeus       |        |
| Tingua pico amarillo   | Fulica americana          |        |
| Alcaravanes            | Phalacrocorax brasilianus |        |
| Chisgas                | Spinus spinescens         |        |
| Monjitas               | Chrysomus icterocephalus  |        |
| Sirirís                | Tyrannus melancholicus    |        |
| Corocoro colorado      | Eudocimus ruber           |        |

## Historia

### Prehispánico
El nombre Tibabuyes proviene de la lengua chibcha Muysc cubun y su significado es 'Tierra de labradores' donde habitaba el Tyba nga Bulla. En este ecosistema y laguna sagrada los muiscas realizan la celebración de la fiesta de las flores a la cual asistían los caciques de Bosa, Engativá, Cota, Funza y Suba. En el humedal existía una serie de camellones en donde los muiscas hacían practicas relacionadas con el control del aumento del nivel del agua, además de la agricultura y pesca.

### sigloXIX
El humedal se encontraba en buenas condiciones, subsistían los camellones y estaba rodeado de fincas con vocación agrícola y ganadera. 

### sigloXX
En 1954 durante el gobierno militar del General Gustavo Rojas Pinilla por medio de la Ordenanza 7 anexo los municipios de Engativá y Suba a Bogotá, sin embargo la urbanización acelerada se dio un tiempo después.
A comienzos del siglo XX parte de los terrenos circundantes se dedicaron al cultivo de hortalizas, maíz y papa aprovechando el buen abastecimiento de agua gracias a la laguna. Para 1969 el cauce del río Neuque río Juan Amarillo es desviado de su recorrido original debido a la construcción de un jarillón afectando el humedal en una reducción de sus volúmenes de agua, incremento de la vegetación lacustre y de la sedimentación.
En los la década de los ochenta las urbanizaciones piratas y la venta de haciendas a constructoras siguieron aceleraron el proceso de degradación del humedal, pero desde 1989 la actividad de la comunidad Muisca de Suba y ecologistas impulsó la vinculación de organizaciones como La Fundación A.V.P., la Asociación para la Vivienda Comunitaria y pobladores de toda la localidad para que participaran en el proceso de recuperación y cuidado del humedal. Entre 1991 a 1992 se creó la Comisión Ambiental Local, se delimitó la ronda del humedal y se inició el cercamiento que culminó en 1995, actividades que fueron apoyadas por el DAMA y la EAAB.

### sigloXXI
En la actualidad se adelanta la ampliación y optimización de la Planta de Tratamientos de Aguas Residuales (PTAR-Salitre) cerca al corredor de Lisboa-Calle 80 al noroccidente del humedal para capturar las aguas residuales de una parte de la ciudad y así aportar en la recuperación  del  Río Bogotá.
Alrededor del humedal se han presentado una serie de conflictos relacionados con las intervenciones urbanísticas que ha impuesto la Alcaldía Mayor de Bogotá.

## Problemáticas

### Vertimiento de aguas residuales
La confluencia de los ríos Negro y Salitre conforman parte de su afluente. Es uno de los humedales más contaminados de la historia ciudad.

### Presión Urbana
Con la futura construcción de la Avenida Longitudinal de Occidente o Avenida Cundinamarca, será necesaria la construcción de un cruce vehicular, el cual tendrá impacto sobre el humedal y donde la comunidad indígena y los habitantes de los barrios circundantes no están de acuerdo.